# GNU Zebra
GNU Zebra war ein Open-Source-Routing-Softwarepaket, das im Jahr 2001 von der Free Software Foundation (FSF) initiiert wurde. Es wurde entwickelt, um Routing-Protokolle auf Netzwerkgeräten zu implementieren und ermöglichte die Kommunikation zwischen verschiedenen Netzwerkkomponenten. Die Software unterstützte mehrere Routing-Protokolle wie OSPF, RIP und BGP, was sie für den Einsatz in komplexen Netzwerkinfrastrukturen attraktiv machte.
Die Entwicklung von GNU Zebra wurde in den frühen 2010er Jahren eingestellt, und das Projekt wurde in FRRouting (Free Range Routing) umbenannt. Dies war eine Abspaltung des ursprünglichen GNU-Zebra-Projekts, die von einer Gruppe von Entwicklern vorangetrieben wurde. FRRouting hat die Weiterentwicklung der Routing-Software fortgesetzt und bietet Funktionen wie verbesserte Skalierbarkeit, zusätzliche Protokollunterstützung und bessere Leistung.
GNU Zebra und seine Nachfolger haben dazu beigetragen, die Verfügbarkeit von Open-Source-Routing-Software zu erweitern und Netzwerkbetreibern kostengünstige und anpassbare Lösungen anzubieten. Obwohl GNU Zebra nicht mehr aktiv entwickelt wird, bleibt sein Erbe in Form von FRRouting und anderen ähnlichen Projekten bestehen.